# George I Rákóczi
György Rákóczi I de Felsővadász (Szerencs, 8 juni 1593 - Gyulafehérvár, 11 oktober 1648) werd verkozen tot de Hongaarse vorst van Zevenburgen in 1630 en bleef dit tot zijn dood. Tijdens zijn invloed op de regio werd Transsylvanië politiek en economisch sterker.

## Biografie
In 1605 werd hij ten dienste gesteld aan István Bocskai. Na de dood van Bocskai in 1606, verhuisde hij terug naar zijn tot vorst verkozen vader.
Hij sloot zich aan bij Gabriël Bethlen bij een rechtstreekse aanval tegen Koning Ferdinand II in 1619. Op 23 november 1619 gaf Bethlen zijn strijd op en ging hij terug naar Hongarije. Dit besloot hij na de Slag van Hummené, waar Rákóczi werd verslagen door de Pools-Litouwse cavalerie die Lisowczycy werd genoemd. Bethlen had dus geprobeerd Noord-Transsylvanië tegen hun beschermen.
Op 1 december 1630 werd Rákóczi door het parlement te Sighișoara verkozen tot vorst. In 1644 voerde hij oorlog tegen Koning Ferdinand III. Hij veroverde heel Boven-Hongarije en sloot zich aan bij het Zweedse leger dat Brno belegerde om samen ten strijde te trekken tegen Wenen. De sultan stopte deze campagne echter. Bij het vredesverdrag in Linz kreeg hij 7 graafschappen toebedeeld.

## Familie

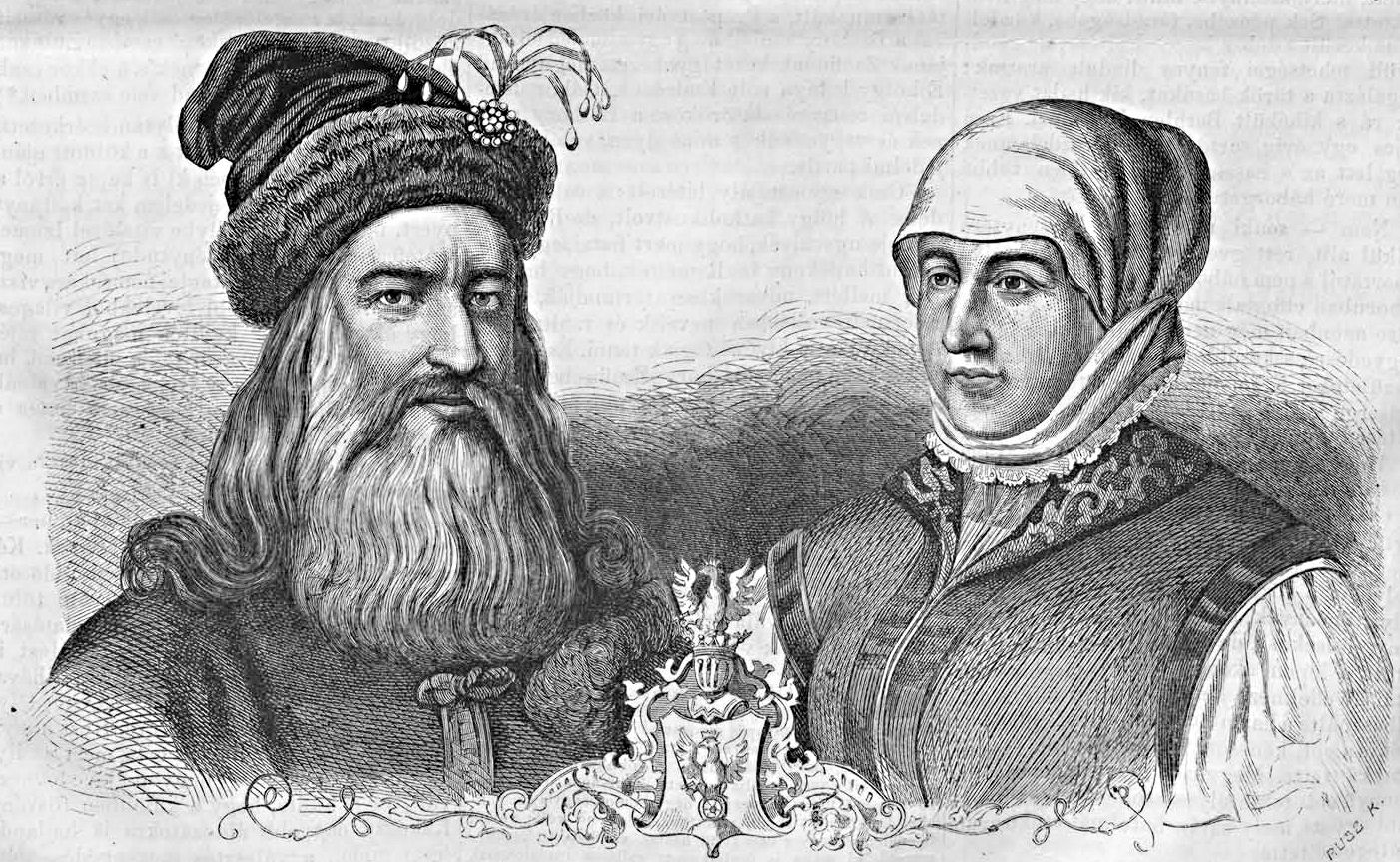
George Rákóczi en Zsuzsanna Lorántffy

Hij was een zoon van vorst Sigismund Rákóczi en diens tweede vrouw Anna Gerendi. 

George I Rákóczi had bij zijn vrouw Zsuzsanna Lorántffy de volgende kinderen: 
- Samuel Rákóczi (1617-1618);
- George II Rákóczi (1621-1660), vorst van Transsylvanië van 1648-1657;
- Sigismund Rákóczi (1622-1652), generaal, huwde Henriëtte Maria van de Palts;
- Frans Rákóczi (1624-1632).